# Duarte Vale
Duarte Vale (ur. 11 stycznia 1999) – portugalski tenisista, finalista juniorskiego Australian Open 2017 w grze podwójnej.

## Kariera tenisowa
Podczas swojej kariery wygrał jeden deblowy turniej rangi ITF.
W 2017 roku, startując w parze z Finnem Reynoldsem awansował do finału juniorskiego turnieju wielkoszlemowego Australian Open. Wówczas w decydującym meczu nowozelandzko-portugalski debel przegrał z duetem Hsu Yu-hsiou-Zhao Lingxi.
W rankingu gry pojedynczej najwyżej był na 778. miejscu (25 października 2021), a w klasyfikacji gry podwójnej na 1218. pozycji (25 października 2021).

### Finały juniorskich turniejów wielkoszlemowych w grze podwójnej (0–1)
| Końcowy wynik | Nr | Data             | Turniej                    | Nawierzchnia | Partner       | Przeciwnicy              | Wynik finału      |
| ------------- | -- | ---------------- | -------------------------- | ------------ | ------------- | ------------------------ | ----------------- |
| Finalista     | 1. | 27 stycznia 2017 | Australian Open, Melbourne | Twarda       | Finn Reynolds | Hsu Yu-hsiou Zhao Lingxi | 7:6(8), 4:6, 5−10 |